# San Lucas (Bolivia)
San Lucas es una localidad y municipio de Bolivia, ubicado en la provincia Nor Cinti al suroeste del departamento de Chuquisaca. El municipio tiene una superficie de 3.870 km² y cuenta con una población de 32.520 habitantes (según el Censo INE 2012). La localidad de San Lucas está a una distancia de 140 km de la ciudad de Potosí y a 280 km de Sucre, la capital del país. La topografía del municipio está caracterizada por sus valles, llanuras de altura, serranías bajas, colinas en la parte norte (altiplano) y serranías altas con picos elevados en la parte sud, cuenta con un clima semiárido frío medio templado en veranos, en inviernos cuenta con clima semiarido frío fronterizo con el de tundra con una temperatura media de 20 °C y una precipitación anual de 700 mm.
El municipio de San Lucas fue creado por Ley de la República Nº 646 el 24 de septiembre de 1928.
Se han descubierto por igual en 2015 yacimientos de huellas de dinosaurios, específicamente en el distrito de Tambillos que, según la certificación de un especialista, pertenecen a dinosaurios saurópodos. El yacimiento se proyecta a convertirse en otro sitio relevante para la paleontología del estudio de vertebrados.

## Demografía
De acuerdo con el censo boliviano de 2024, la población del municipio de San Lucas es de 26 486 habitantes.
La población disminuyó ligeramente entre 1992 y 2024:
| Año  | Habitantes (municipio) | Fuente |
| ---- | ---------------------- | ------ |
| 1992 | 31.808                 | Censo  |
| 2001 | 32.109                 | Censo  |
| 2012 | 32.085                 | Censo  |
| 2024 | 26.486                 | Censo  |

## Economía
Casi la totalidad de la población de San Lucas se dedica a la agricultura extensiva. Los principales cultivos anuales son el maíz, papa, trigo, cebada, haba, ají. Entre los cultivos perennes está la naranja, chirimoya, durazno y la vid. La actividad pecuaria se basa en el ganado caprino y ovino. El producto de las diferentes actividades se destina casi en su totalidad al consumo doméstico, el excedente se pone a la venta y/o al trueque, aunque en mínima cantidad. Se realiza la deshidratación de frutas, en particular del durazno, para venderlo como mocochinchi. La producción de uva se destina a la elaboración de vinos y singanis, una de las bebidas nacionales de Bolivia. Los pobladores migran temporalmente entre los meses de abril y septiembre, actividad que forma parte de los ingresos familiares. Otra parte de la población se dedica por entero al comercio informal y a la elaboración y comercialización de artesanías. La provisión de alimentos es a través del comercio informal en ferias o centros de expendio.
Una reducida parte de la población se dedica a la explotación minera, particularmente de zinc y plomo.